# Tjerentja
Tjerentja (bulgariska: Черенча) är ett distrikt i Bulgarien.   Det ligger i kommunen Obsjtina Sjumen och regionen Sjumen, i den nordöstra delen av landet, 290 km öster om huvudstaden Sofia.
Omgivningarna runt Tjerentja är en mosaik av jordbruksmark och naturlig växtlighet. Runt Tjerentja är det ganska glesbefolkat, med 47 invånare per kvadratkilometer.